# 劉國正
刘国正（1980年3月7日—），湖北武汉人，中国男子乒乓球运动员，曾为中国国家乒乓球队男子二队主教练。2017年4月6日起正式担任中国国家乒乓球队男子一队主教练。

## 生平
刘国正6岁开始打球，1991年进省队，1994年进国家二队，1995年进入国家队。1999年国际乒联巡回赛总决赛，刘国正获得男单冠军，就此崭露头角。一年后，刘国正入选中国队出征2000年世乒赛的阵容，并于决赛上击败卡尔松，为中国队赢得一局。同年，刘国正在队内竞争中战胜势头正盛的马琳，与孔令辉、刘国梁携手出战悉尼奥运会男子单打赛事。刘国正以1:3的总比分不敌瑞典名将佩尔森，止步八强。
2001年，刘国正再次入选中国队征战世乒赛的阵容。志在重夺冠军的中国队，于半决赛遭遇韩国队的强力阻击。双方总比分战成2:2时，刘国正在决胜局对阵韩国首席选手金泽洙。在比赛中，刘国正成功挽救了七个赛点，最终以3:2的比分击败金泽洙。此战是刘国正球员生涯中最经典的一战，并让其人气急升，被球迷赠予“抗韩英雄”的称号。有球迷甚至说出：“嫁人就嫁刘国正”的赞美之词。
此后，刘国正曾参加2004年世界乒乓球团体锦标赛，再次随队获得冠军，但由于伤病的困扰，刘国正逐渐淡出了国家队。
2008年，刘国正宣布退役，后进入国家队教练组成为实习教练。2012年，刘国正正式任职中国乒乓球队男子二队主教练。
2022年9月，刘国正开始在清华大学任教，其间也曾为多项乒乓球赛事担任解说员。

## 外部連結
- 【乒乓王国】十大团体赛英雄 （页面存档备份，存于）
- 【乒乓王国】刘国正专访（上） （页面存档备份，存于）
- 【乒乓王国】刘国正专访（下） （页面存档备份，存于）
- 【我的奥林匹克】刘国正